# Comune di Visaginas
Il comune di Visaginas (in lituano Visagino savivaldybė) è uno dei 60 comuni della Lituania, situato nella regione dell'Aukštaitija a nord-est della Lituania. È costituito dalla città di Visaginas (principale centro amministrativo), 16 insediamenti secondari (kaimai) and un centro rurale abbastanza esteso (viensėdis).

## Storia
Il comune si è formalmente costituito nella Lituania indipendente nel 1994 (Visagino miesto savivaldybė) e le prime elezioni si sono avute nell’anno immediatamente successivo. 
Inizialmente il comune era composto dalla sola città di Visaginas: a seguito di una riforma amministrativa, dal 1º gennaio 2003 l'areale è stato esteso a parte del comune distrettuale di Ignalina, acquisendo la denominazione attuale.

## Amministrazione

### Comune
Il comune in Lituania è un ente amministrativo autonomo: Visaginas rientra in tale categoria. Ciò comporta il non configurarsi di alcuna seniūnija, essendo queste ultime unità differenti dal punto di vista formale e sostanziale.